# 合致
| ウィキペディアには「合致」という見出しの百科事典記事はありません（タイトルに「合致」を含むページの一覧/「合致」で始まるページの一覧）。 代わりにウィクショナリーのページ「合致」が役に立つかもしれません。 |